# War Child (Organisation)
War Child ist eine gemeinnützige, internationale Organisation in London, die Kindern in Kriegsgebieten helfen will.

## Geschichte
Gegründet wurde die Organisation 1993 von den Filmemachern Bill Leeson und David Wilson. Ihre Idee war, die eigene Prominenz zu nutzen, um Geld und Aufmerksamkeit zu bekommen. Ausschlaggebend für die Gründung war das filmische Engagement der beiden im ehemaligen Jugoslawien während des dortigen Krieges 1993.
1996 wurde das von Wolf Maahn initiierte Konzert Rock for Bosnia zugunsten von War Child veranstaltet und brachte etwa 120.000 DM ein. Mit dabei waren unter anderem Die Fantastischen Vier, Fury in the Slaughterhouse und Fettes Brot.
War Child unterhält Büros in den Niederlanden, Schweden, Nordamerika und dem Vereinigten Königreich. Das deutsche Büro von War Child wurde 2019 eröffnet.
Der Organisation wurde 2017 der Klaus J. Jacobs Awards zugesprochen.